# L'Allégement
Pour plus de détails, voir Fiche technique et Distribution.
L'Allégement est un film suisse réalisé par Marcel Schüpbach et sorti en 1983.
Il a été nommé pour le César du meilleur film francophone lors de la 9e cérémonie des César.

## Synopsis
Le film adapté d'un roman de Jean-Pierre Monnier (1921-1997) raconte « l'imperceptible mouvement d'une dévorante passion » dans le décor des paysages du Jura.

## Fiche technique
- Réalisation : Marcel Schüpbach
- Scénario : Marcel Schüpbach, Yves Yersin d'après un roman de Jean-Pierre Monnier
- Photographie : Hugues Ryffel
- Musique : Michel Hostettler
- Montage : Elisabeth Waelchli
- Durée : 75 minutes
- Date de sortie : 1983

## Distribution
- Anne Caudry
- Anne-Marie Blanc
- Serge Avédikian
- Hanns Zischler

## Récompenses
- Grand Prix du jury des jeunes  au Festival de Locarno[2]
- Nommé pour le César du meilleur film francophone lors de la 9e cérémonie des César